# Fede Galizia
Pour les articles homonymes, voir Galizia.
Fede Galizia ou Fede Gallizi (Milan, 1578 - 1630) est une femme peintre italienne de l'époque baroque, qui a été active au XVIIe siècle.

## Biographie
Fede Galizia apprend la peinture dans l'atelier de son père Nunzio Galizia, originaire de Trente, peintre miniaturiste à Milan. À 12 ans, elle maîtrise la gravure. À 20 ans, sa réputation de portraitiste dépasse les frontières. En 1596, elle réalise une Judith avec la tête d'Holopherne. Elle exécute plusieurs commandes pour des églises à Milan dont le retable pour l'église Santa Maria Maddelena.
En 1630, elle meurt à Milan de la peste qui ravageait l'Italie.

## Caractéristiques de son œuvre
En 1965, Stefano Bottari constitue le catalogue de ses œuvres. Il lui attribue en majorité des natures mortes alors que sa réputation de son vivant est basée sur le portrait. Sa peinture est associée par le style et la simplicité à la peinture de la contre-réforme.
En 1595, le jésuate Paolo Morigia lui commande son portrait. Ce tableau est aujourd'hui perdu. Un second tableau réalisé en 1596 montre Morigia assis à son bureau venant de terminer un poème. Fede Galizia fait le portrait du jésuate dans une tradition naturaliste du nord de l'Italie. Morigia regarde le spectateur. Il est peint sans artifice en reproduisant rides, strabisme et rictus. Ce tableau rappelle les œuvres de Lorenzo Lotto.
Elle peint aussi le portrait d’Hippolyte Trivulce, première princesse de Monaco.
Elle a reçu plusieurs commandes publiques pour des retables, dans les églises milanaises, et notamment le  Noli me tangere  (1616; Milan, S Stefano) fait pour l'autel de l'église Santa Maria Maddalena.
Lorsqu'elle ne peignait pas de portraits, Galizia peignait principalement des natures mortes, un genre dans lequel elle se révèla une pionnière et par lequel on se souvient d'elle le mieux. Bien que très peu de sources contemporaines mentionnent les natures mortes de Galizia, elles constituent la majorité de ses œuvres survivantes. Soixante-trois œuvres ont été cataloguées comme siennes, dont 44 sont des natures mortes. Sa seule nature morte signée connue, faite en 1602, [1] est la première nature morte datée connue par un artiste italien. [6] Cependant, ses peintures n'ont reçu la reconnaissance qu'elles méritaient que bien dans le XXe siècle, quand une attention particulière a été accordée à son travail par les études réalisées en 1963 et 1989.

Ce sont ses natures mortes, qui font penser aux natures mortes de Zurbaran, qui passeront à la postérité. Fede Galizia est avec Clara Peeters à Anvers et Louise Moillon à Paris l'une premières peintres de natures mortes. Jan Brueghel présent à Milan peint des fleurs, mais pas des natures mortes. Les natures mortes de Fede Galizia présentent généralement une corbeille de fruit, panier de pêche ou de pommes avec quelques fleurs coupées.
Ses natures mortes influencèrent Giovanna Garzoni[réf. nécessaire] .

## Les œuvres récemment découvertes ou réapparues sur le marché de l'art
Le 6 avril 2006, une nature morte avec des pêches est vendue 1.640,000 $ chez Christie's à New York. Une autre nature morte, "Pêches dans un panier percé en faïence blanche", est vendue le 6 juillet de la même année par Christie's à Londres pour 680,000 £.
Le 8 juillet 2015, une nature morte représentant un "Plat en verre aux pêches, fleurs de jasmin et pommes" (voir photo ci-dessous) est vendue 1.565,000 £ chez Sotheby's à Londres
Le 30 janvier 2019, la nature morte représentant un "Plat en verre avec des pêches, des fleurs de jasmin, des coings et une sauterelle", précédemment vendue le 6 avril 2006 par Christie's (cf. supra & voir photo ci-dessous) est vendue 2.415,000 $ chez Sotheby's à New York.

## Œuvres principales
- Judith avec la tête d'Holopherne (1596), Ringling Museum of Art, Floride[10],[11]
- Portrait de Paolo Morigia, Pinacothèque Ambrosienne, Milan[12]
- Noli me tangere (1616) (retable), Santo Stefano, Milan[13]
- Plat en verre avec des pêches, des fleurs de jasmin, des coings et une sauterelle[9]

## Galerie

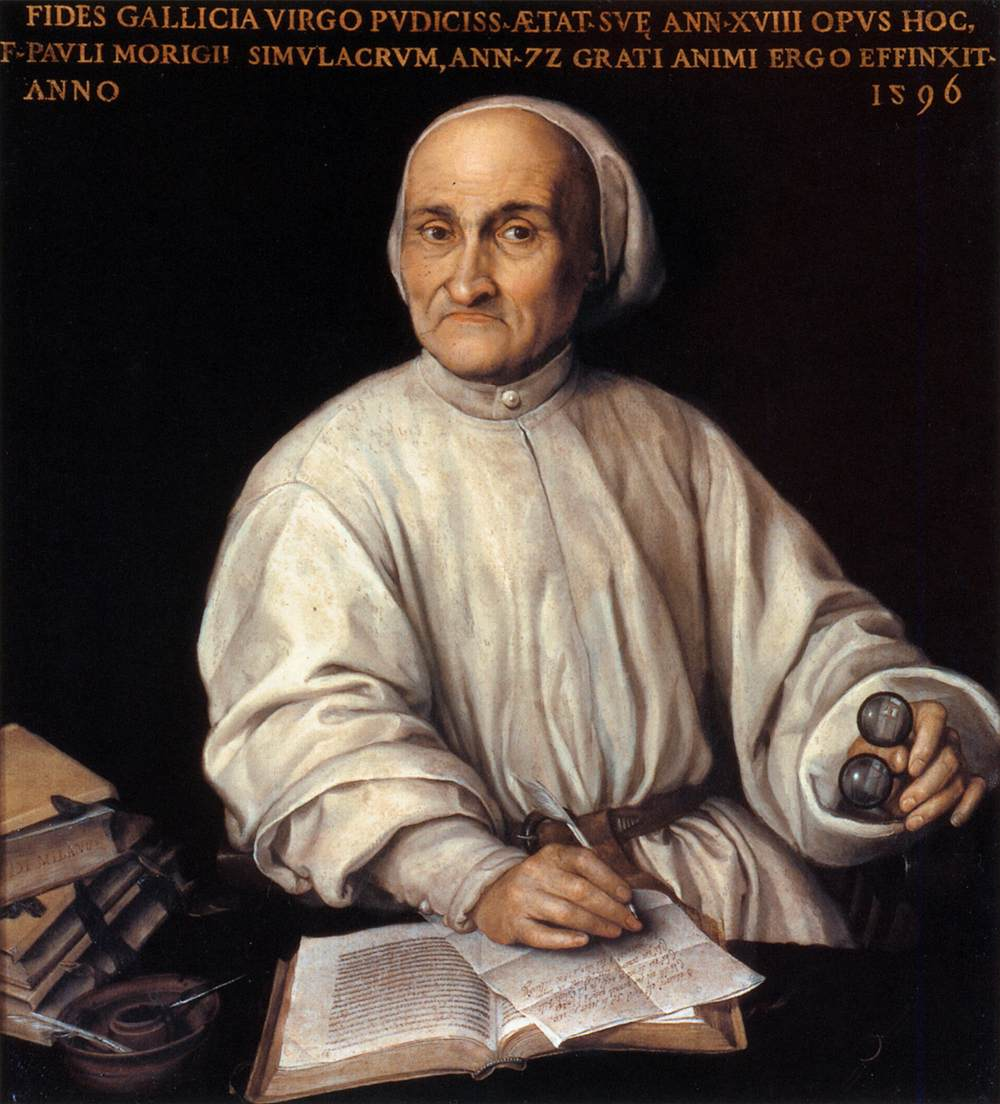
Portrait de Paolo Morigia
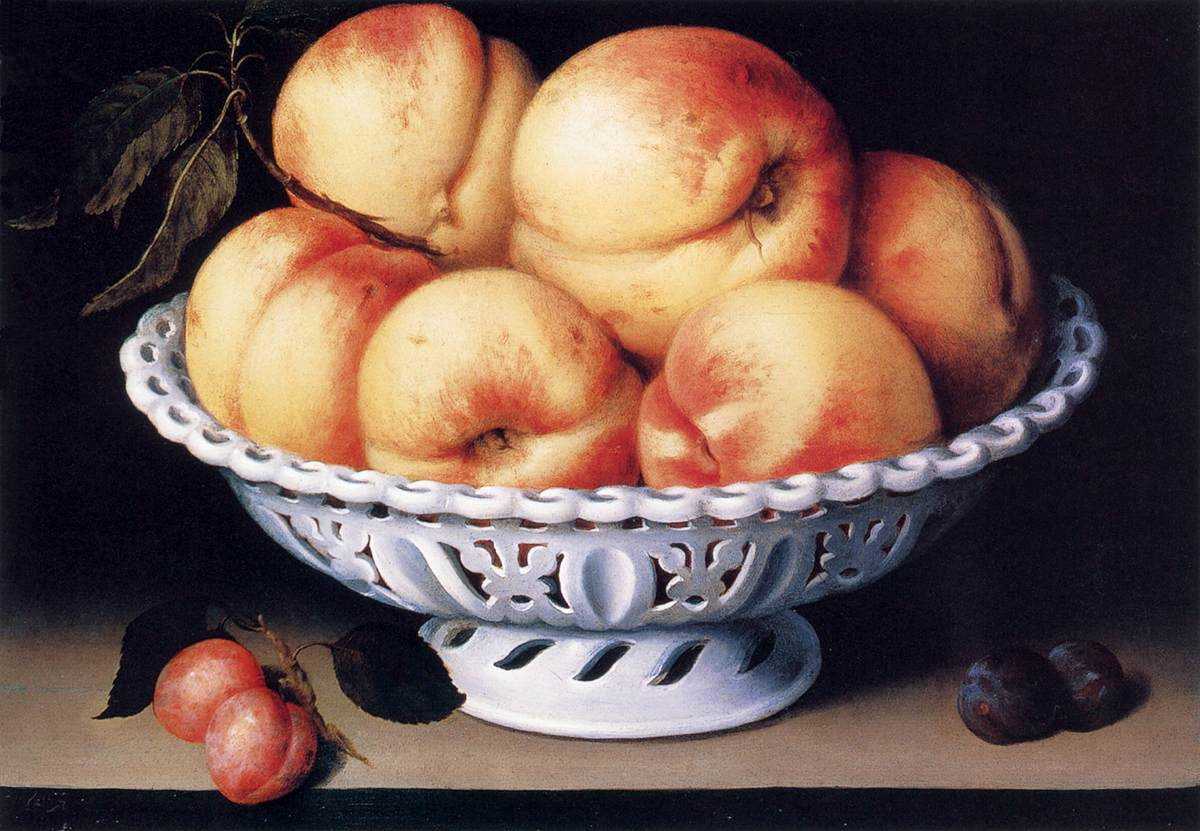
Pêches dans un panier ajouré en faïence blanche
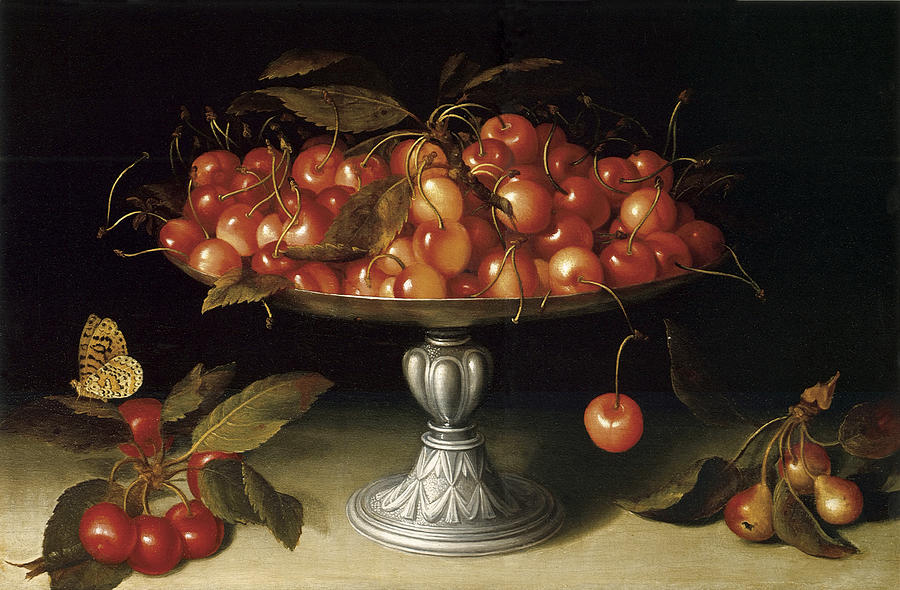
Cerises dans un compotier d'argent aux pommettes
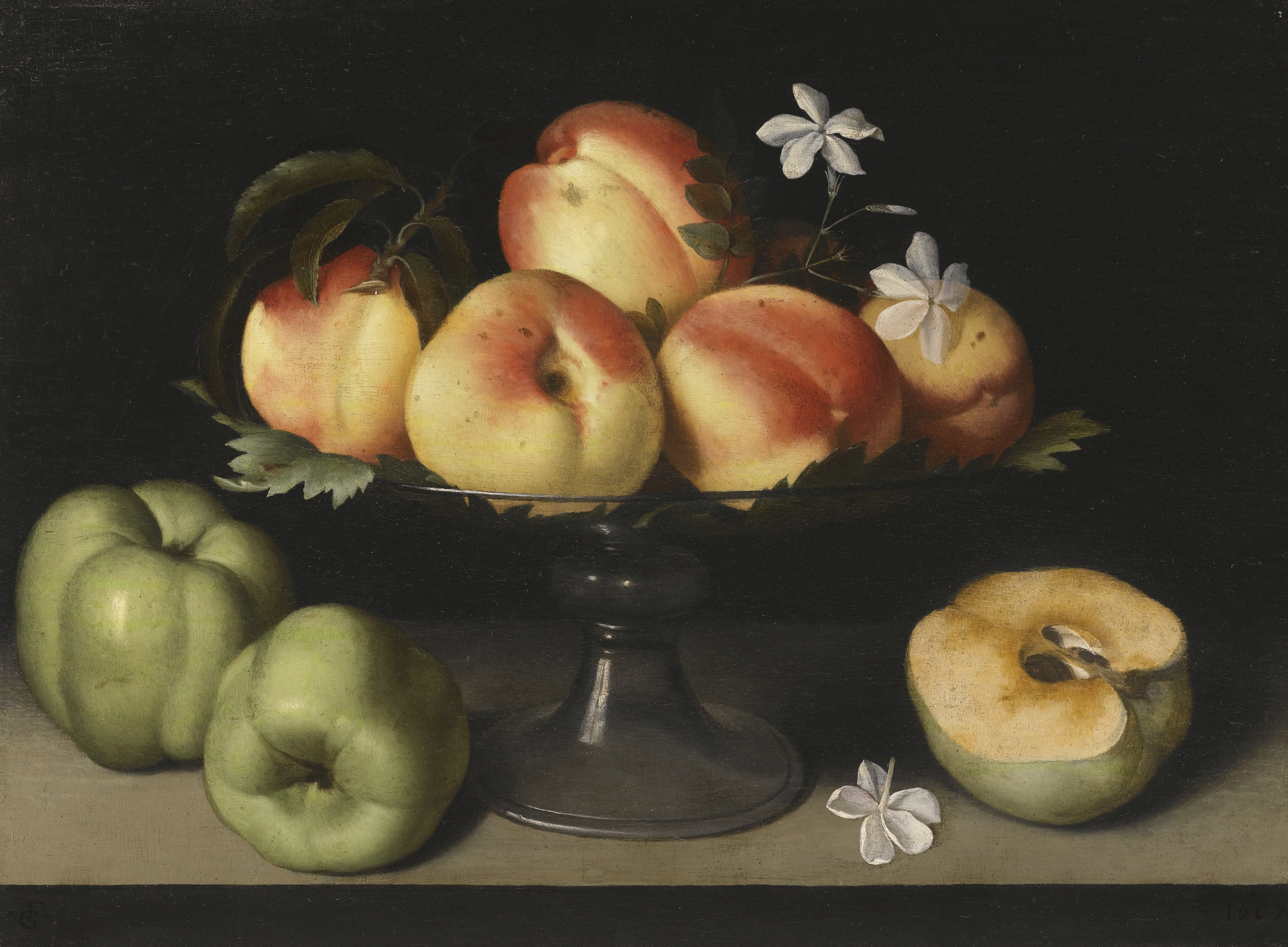
Plat en verre aux pêches, fleurs de jasmin et pommes, 1607
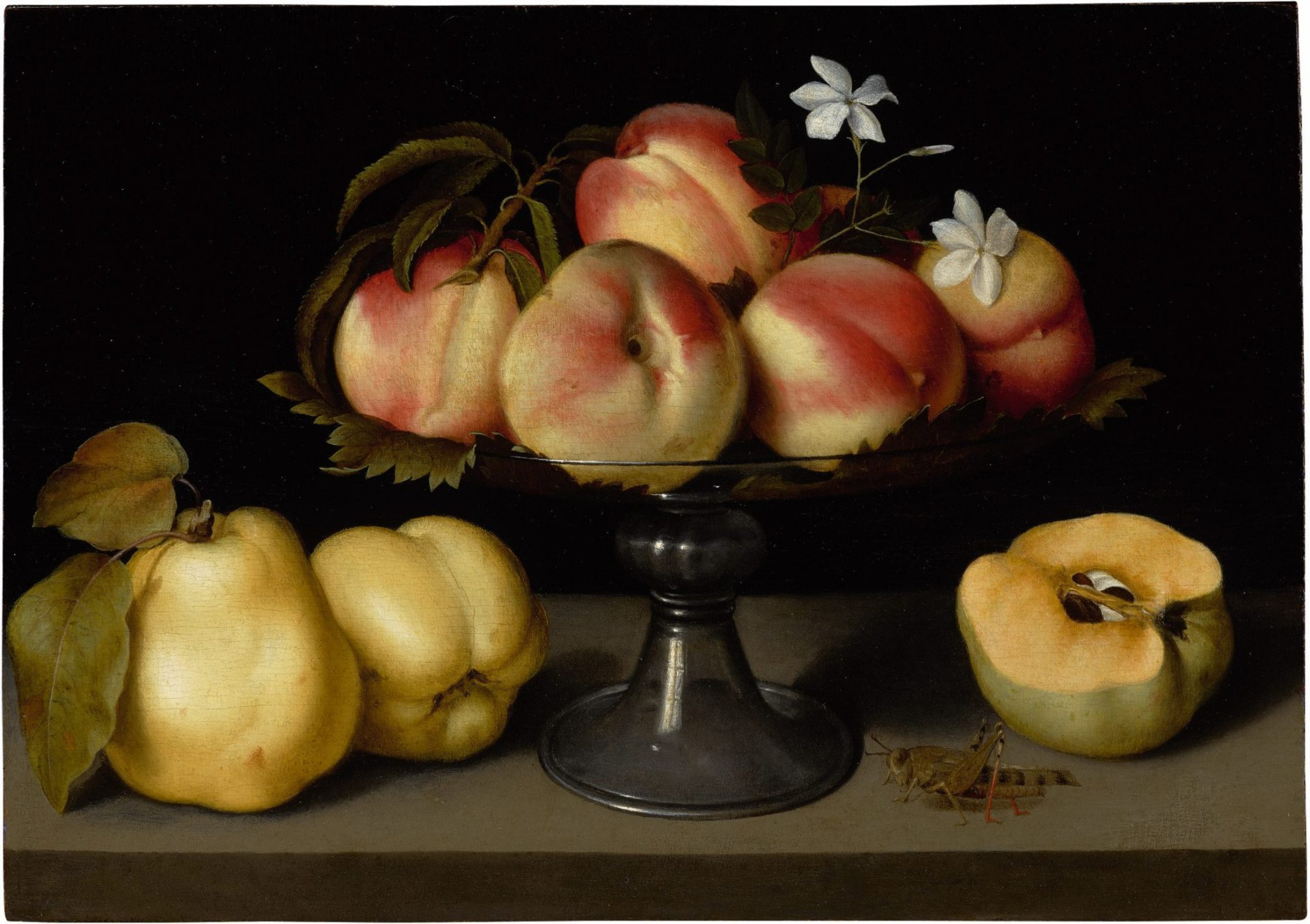
Plat en verre avec des pêches, des fleurs de jasmin, des coings et une sauterelle, ca. 1610
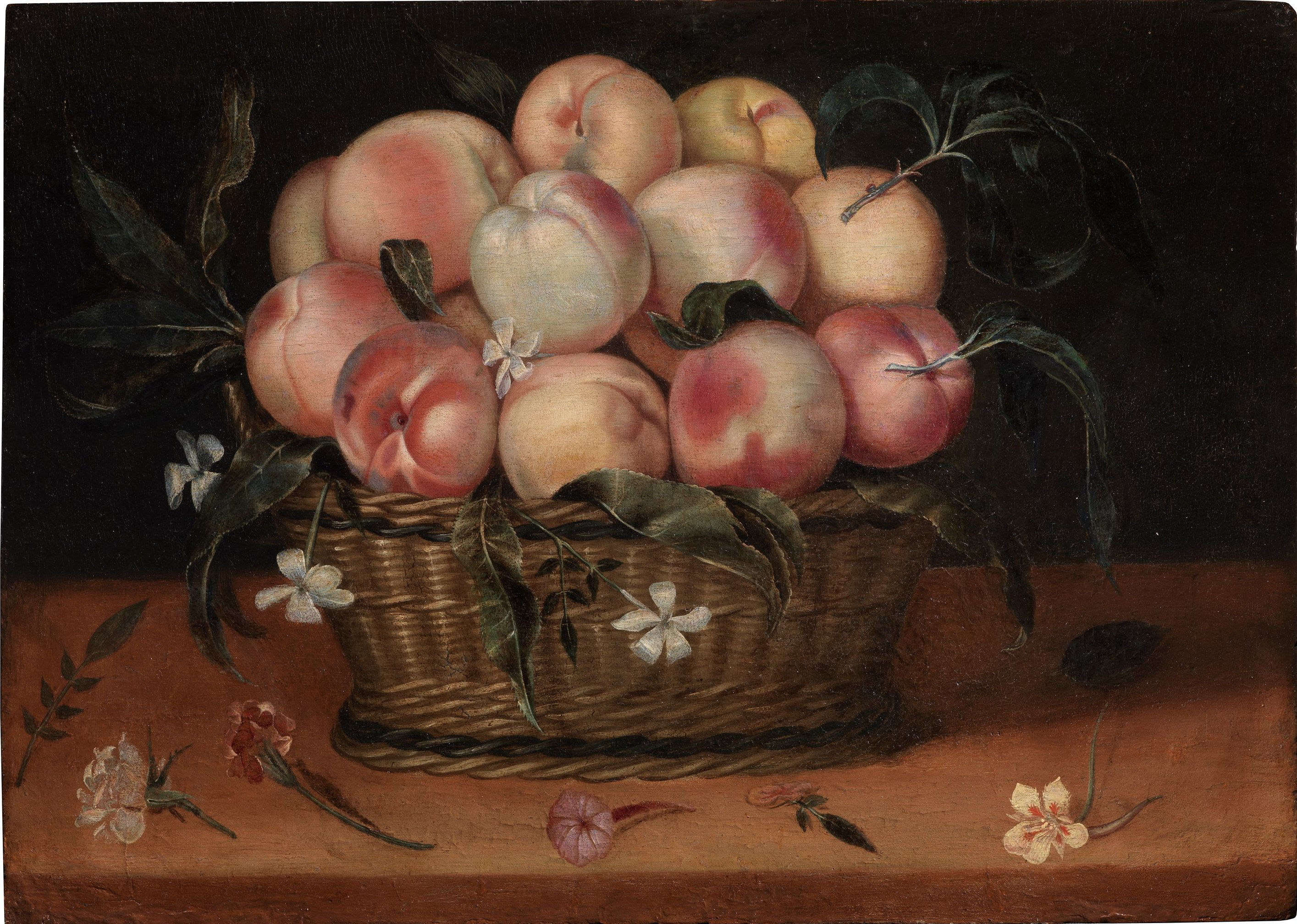
Panier en osier avec pêches, fleurs de jasmin, rose et œillet